# Stadio Città degli ulivi
Lo stadio comunale Città degli ulivi è un impianto sportivo della città di Bitonto che ospita le partite interne dell'Unione Sportiva Bitonto Calcio. La sua capienza è di 2.500 posti totali: la tribuna coperta contiene 1.100 posti a sedere, la gradinata scoperta 1.194 posti circa e il settore ospiti 206 posti a sedere.
Il campo sorge in via Megra, nella parte meridionale della città, oltre la Lama Balice, appena fuori dal centro storico della città. La struttura è facilmente raggiungibile attraverso la strada provinciale 231 (ex strada statale 98 Andriese-Coratina).

## Storia
Nel maggio 1988, nell'ambito dei finanziamenti per il campionato del mondo 1990, viene approvato il progetto del nuovo stadio comunale, grazie al contributo dell'amministrazione comunale bitontina. Poco dopo iniziano i lavori di costruzione a opera dell'impresa Persbeton srl della famiglia Persia di Bitonto.
L'impianto viene inaugurato l'11 aprile 1990.
Nel 2023 sono iniziati i lavori di ristrutturazione, consolidamento e ammodernamento dell'impianto, con relativa costruzione della curva nord. La consegna dovrebbe avvenire entro la fine del 2023. La realizzazione dei lavori è stata appaltata ad una ditta campana e i fondi derivano da un mutuo istituito con il credito sportivo e da un contributo statale, nell'ambito del bando "Sport e periferie 2020". Al termine dell'opera, dunque, il campo sportivo comunale Città degli Ulivi sarà omologato per ospitare le gare ufficiali del campionato professionistico di Serie C.
Fino al termine degli interventi di ristrutturazione, la società dell’Unione Sportiva Bitonto, impegnata nel campionato nazionale di Serie D, continuerà ad utilizzare il campo polisportivo comunale Nicola Rossiello, ubicato in via Nicola Piacente.

## Settori
- Gradinata/Tribuna coperta: 1 100 posti
- Gradinata scoperta: 1 194 posti
- Settore ospiti: 206 posti
- Capienza totale: 2 500 posti

## Incontri internazionali di calcio

### Coppa Mitropa 1990
| Bitonto 18 maggio 1990 | Slavia IPS Praga | 2 – 0 | Osijek | Stadio Città degli Ulivi |